# De Zondag
De Zondag is een gratis zondagskrant in Vlaanderen. De krant wordt verspreid door Roularta Media Group in 16 edities en bereikt 1,5 miljoen lezers.
De verspreiding gebeurt niet via traditionele kanalen die meestal op zondag gesloten zijn, maar de krant is op zondagmorgen beschikbaar bij de bakker of supermarkt. Het is de enige gratis zondagskrant in Vlaanderen. De berichtgeving in de krant is enigszins afgestemd op een familiaal lezerspubliek bij een zondags ontbijt.